# Michaël Goossens
Michaël Goossens (ur. 30 listopada 1973 w Ougrée) – były belgijski piłkarz występujący na pozycji napastnika.

## Kariera klubowa
Goossens zawodową karierę rozpoczynał w 1989 roku w klubie RFC Seraing. W 1990 roku odszedł do Standardu Liège. W 1993 roku wywalczył z nim wicemistrzostwo Belgii, a także zdobył Puchar Belgii. W 1995 roku ponownie wywalczył z zespołem wicemistrzostwo Belgii. W Standardzie spędził 6 lat. W 1996 roku trafił do włoskiej Genoi z Serie B. W 1997 roku zajął z klubem 5. miejsce w Serie B.
Latem 1997 roku odszedł do niemieckiego FC Schalke 04 grającego w Bundeslidze. W tych rozgrywkach zadebiutował 1 sierpnia 1997 roku w wygranym 2:1 pojedynku z Bayerem 04 Leverkusen. 20 września 1997 roku w zremisowanym 2:2 spotkaniu z Hamburgerem SV strzelił pierwszego gola w Bundeslidze. W 1998 roku zajął z klubem 5. miejsce w Bundeslidze.
W styczniu 2000 roku Goossens ponownie został graczem Standardu Liège. W tym samym roku dotarł z nim do finału Pucharu Belgii, jednak Standard uległ tam Genkowi. Tym razem w ekipie z Liège spędził 3,5 roku. W 2003 roku odszedł do austriackiego Grazer AK. W 2004 roku wrócił do Belgii, gdzie reprezentował barwy zespołów Sint-Truidense VV, KAS Eupen oraz RUS Bercheux, gdzie w 2007 roku zakończył karierę.

## Kariera reprezentacyjna
W reprezentacji Belgii Goossens zadebiutował 13 lutego 1993 roku w wygranym 3:0 meczu eliminacji Mistrzostw Świata 1994 z Cyprem. W latach 1993–2000 w drużynie narodowej rozegrał w sumie 14 spotkań i zdobył 1 bramkę.